# لويس ألفاريز (نبال)
لويس ألفاريز (بالإسبانية: Luis Álvarez)‏ هو نبال مكسيكي، ولد في 13 أبريل 1991 في مكسيكالي في المكسيك.

## وصلات خارجية
- لويس ألفاريز على موقع الاتحاد الدولي للرماية بالسهام (الإنجليزية)
- لويس ألفاريز على موقع اللجنة الأولمبية الدولية (الإنجليزية)
- لويس ألفاريز على موقع أوليمبيديا (الإنجليزية)